# HD152366
HD152366 — хімічно пекулярна зоря спектрального класу B8, що має видиму зоряну величину в смузі V приблизно  8,1.
Вона  розташована на відстані близько 1575,6 світлових років від Сонця.

## Пекулярний хімічний склад
Зоряна атмосфера HD152366 має підвищений вміст 
Si
.